# Jackson Browne
Clyde Jackson Browne (sinh ngày 9 tháng 10 năm 1948) là ca sĩ, nhạc sĩ và hát các bài tự sáng tác, đã bán 18 triệu dĩa nhạc chỉ riêng tại Hoa Kỳ. Nổi tiếng trong thập niên 1970, Browne đã viết và thu những bản nhạc sau: "These Days", "The Pretender", "Running on Empty", "Lawyers In Love", "Doctor My Eyes", "Take It Easy", "For a Rocker", and "Somebody's Baby". Vào năm 2004, Browne được ghi danh vào Rock and Roll Hall of Fame tại Cleveland, Ohio, cũng như được phong làm tiến sĩ Danh dự về Âm nhạc bởi Occidental College ở Los Angeles, California.

## Tiểu sử
Browne là con của một nhân viên dân sự làm việc cho báo quân đội Mỹ Stars and Stripes, trú đóng tại Đức, mẹ là người ở Minnesota gốc Na Uy. Ông có 3 anh chị em. Chị cả và người em trai kế cũng như ông sinh ra ở Đức, nhưng ông sống từ lúc 3 tuổi ở Highland Park thuộc địa phận Los Angeles. Từ lúc còn thiếu niên ông đã ca nhạc Folk cho các quán nhạc tại đia phương. Sau khi chuyển lên Greenwich Village, New York, vào năm 1966, Browne theo Nitty Gritty Dirt Band trình diễn. Ngoài ra ông cũng chơi cho ban nhạc Gentle Soul của người bạn, Pamela Polland. Trước khi được 18 tuổi, ông cũng làm việc cho nhà xuất bản của Elektra Records, Nina Music, tường thuật về các sự kiện âm nhạc tại New York. Thời gian còn lại khi ông còn ở Greenwich Village, New York cho tới năm 1968, Browne phụ ca cho Tim Buckley và ca sĩ Đức Nico của ban nhạc Velvet Underground.
Những bản nhạc đầu tiên của Browne, chẳng hạn như "Shadow Dream Song" và "These Days", được thâu bởi the Nitty Gritty Dirt Band, Tom Rush, Nico, Steve Noonan, Gregg Allman, Joan Baez, the Eagles, Linda Ronstadt, the Byrds, và những người khác.

Đầu thập niên 1970 Browne trở thành một trong những người viết nhạc (songwriter) đặc sắc nhất Hoa Kỳ bên cạnh Joni Mitchell và James Taylor. Những thành công lớn nhất của ông nằm trong thập niên 1970 và đầu thập niên 1980, khi mỗi dĩa nhạc của ông đều lọt vào top 10.
Album Hold Out (1980) của ông đạt được thành công lớn về mặt thương mại, trở thành đĩa nhạc số 1 duy nhất của ông trên bảng xếp hạng album nhạc pop Hoa Kỳ. Chính từ album này mà nhạc phẩm Boulevard đã được công chúng biết đến.